# نبو موكين أبلي
نبو موكين أبلي هو ملك بابلي كلداني تولى حكم مملكة بابل من سنة 978-943 ق م، يعتبر مؤسس السلالة البابلية الثامنة، وقد حكم لمدة 38 سنة، وقد عرف بإعادته لاحتفال أكيتو في بابل وتعميره لمدينة بورسيبا، تولى الحكم بعده ابنه نينورتا خذرصر الثاني.